# Bassiana platynota
Bassiana platynota är en ödleart som beskrevs av  Peters 1881. Bassiana platynota ingår i släktet Bassiana och familjen skinkar. Inga underarter finns listade.